# Glaukos (syn Posejdona)
Glaukos – w mitologii greckiej bóg morski, który posiadał dar wieszczenia. 
Był nieszczęśliwie zakochany w nimfie Skylli. Urodził się jako śmiertelnik, lecz później zdobył nieśmiertelność spożywając roślinę wiecznego życia. Najpierw brał udział w budowie statku Argo, a potem był sternikiem Argonautów w ich wyprawie.